# 포토 부스

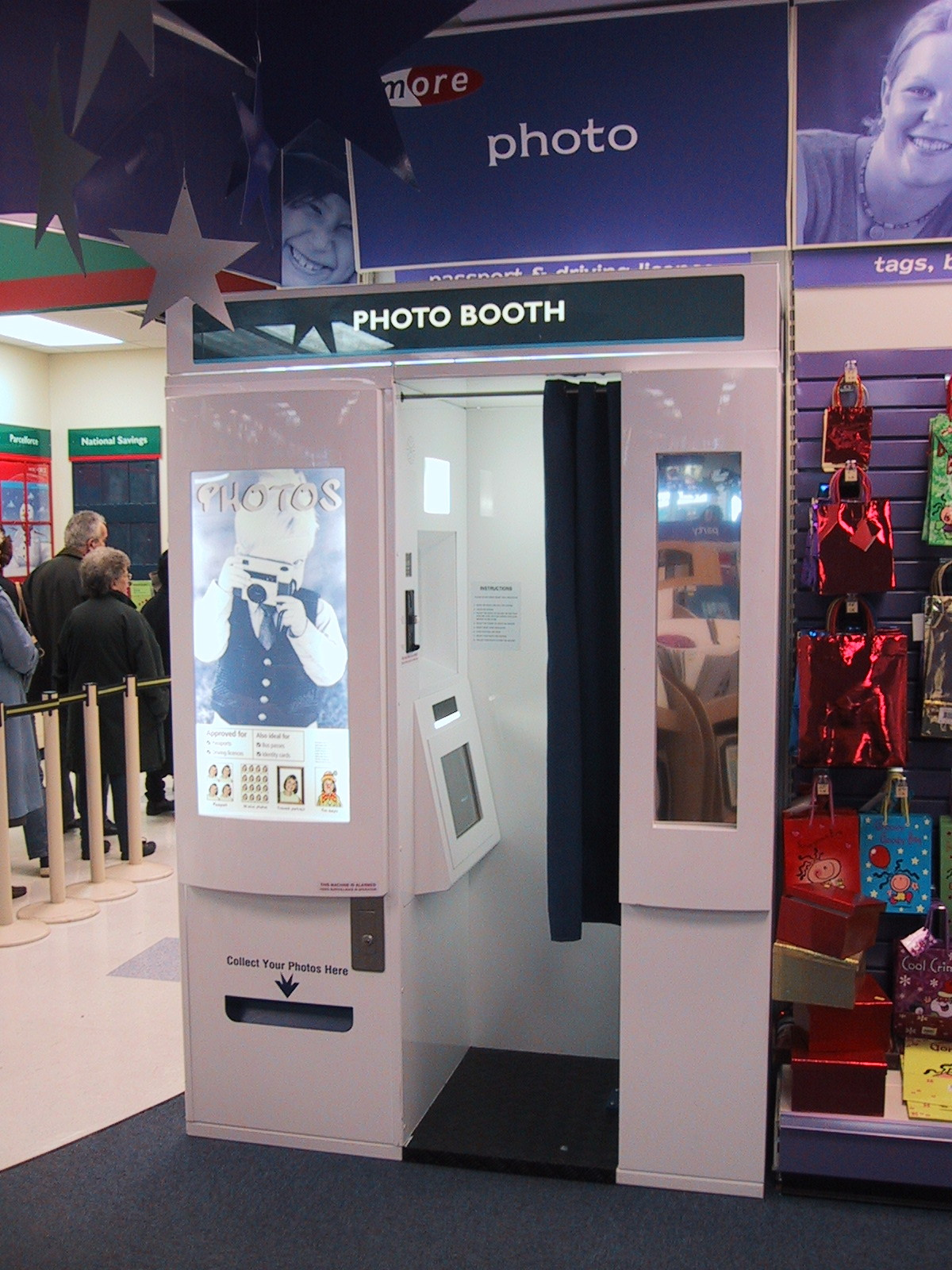
영국의 스냅 디지털 이미징 부스.

포토 부스(영어: photo booth)는 사진을 찍을 수 있는 장치나 키오스크를 말한다. 사진을 찍는 기계는 놀이 공원이나, 공원, 관광지, 오락실에 주로 있으며, 커플이나 친구들끼리 주로 찍는다. 자동화되어 있으며, 일반적으로 동전 주입식 카메라 및 필름 프로세서가 들어 있는 자동 판매기 또는 현대적인 키오스크이다. 오늘날 대다수의 포토 부스는 디지털 방식이다.

## 역사

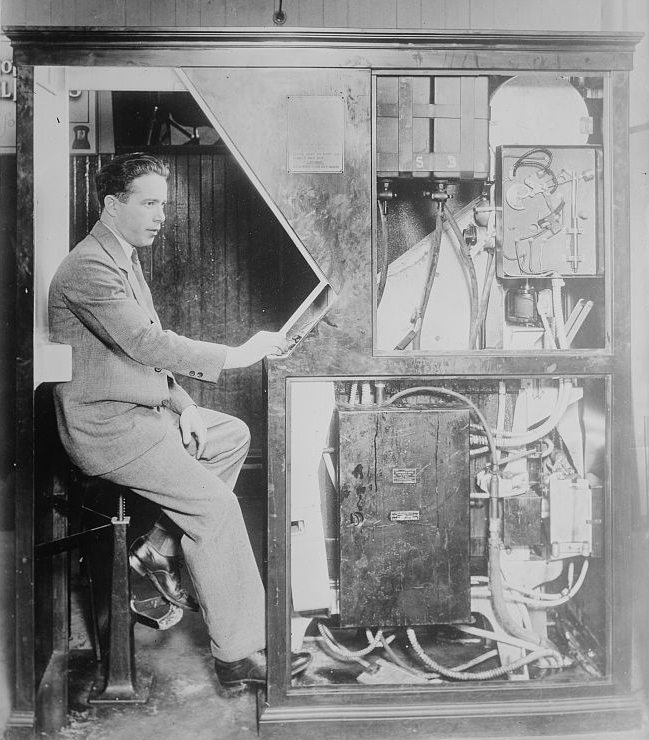
아나톨 요세포가 자신의 포토 부스 안에 있다.

최초의 자동 사진 촬영 기계에 대한 특허는 1888년 볼티모어의 윌리엄 포프와 에드워드 풀이 출원했다. 최초로 알려진 실제 작동하는 사진 촬영 기계는 프랑스 발명가 T. E. 엔잘베르(1889년 3월)의 제품이었다. 이 기계는 1889년 파리 만국 박람회에서 전시되었다. 시카고의 독일 태생 사진작가 매튜 스테펜스는 1889년 5월에 그러한 기계에 대한 특허를 출원했다. 이 초기 기계들은 자급자족하기에 충분히 신뢰할 수 없었다. 최초로 상업적으로 성공한 자동 사진 촬영 장치는 함부르크의 발명가 콘라트 베르니트의 "보스코"였다(1890년 7월 16일 특허). 이 모든 초기 기계들은 페로타입(철판 사진)을 제작했다. 네거티브 및 포지티브 프로세스를 이용한 최초의 자동 사진 촬영 장치는 독일의 칼 자세(1896년)가 발명했다.
(나중에) 커튼이 달린 포토 부스의 현대적 개념은 1923년 러시아에서 미국으로 건너온 아나톨 요세포(이전 이름 요세포비츠)에서 시작되었다. 1925년, 최초의 포토 부스가 뉴욕 브로드웨이에 등장했다. 25센트를 내면 부스는 8장의 사진을 찍고, 현상하고, 인쇄했는데, 이 과정은 약 10분이 걸렸다. 부스가 설치된 후 처음 6개월 동안 28만 명이 이용했다. 전국적으로 부스를 설치하기 위해 포토마톤 회사가 설립되었다. 1927년 3월 27일, 요세포는 자신의 발명품에 대해 100만 달러를 받고 미래 로열티를 보장받았다.
영국에서는 기업가 클래런스 해트리가 1928년 포토마톤 패런트 코퍼레이션(Photomaton Parent Corporation, Ltd.)을 설립했다.

## 작동
기계에 돈을 넣으면 여러 명의 고객이 부스에 들어가 정해진 수의 노출을 위해 포즈를 취할 수 있다. 몇 가지 일반적인 옵션에는 조명과 배경을 변경하는 기능이 포함되며, 최신 버전은 다양한 각도의 카메라, 팬, 좌석, 블루 스크린 효과와 같은 기능을 제공한다. 일부 업체는 고객이 빌릴 수 있는 의상과 가발을 제공하기도 한다.
사진이 촬영되면 고객은 보관하고 싶은 사진을 선택하고 터치스크린 또는 펜 감응식 스크린을 사용하여 사진을 꾸민다. 터치스크린은 가상 스탬프, 그림, 클립 아트, 다채로운 배경, 테두리, 사진 위에 겹쳐 놓을 수 있는 펜과 같은 방대한 옵션을 표시한다.
일부 스티커 기계에서 찾을 수 있는 기능은 사진을 밝게 하고, 눈을 더 반짝이게 하고, 머리 모양을 바꾸고, 입술에 더 붉은 색을 주고, 흐리게 하여 잡티를 제거하는 등 고객의 아름다움을 맞춤 설정하는 것이다. 다른 기능으로는 원래 배경을 잘라내고 다른 배경으로 교체하는 것이 있다. 특정 배경을 선택하면 기계가 사진을 인쇄할 때 최종 스티커가 반짝이는 광택으로 나타난다.

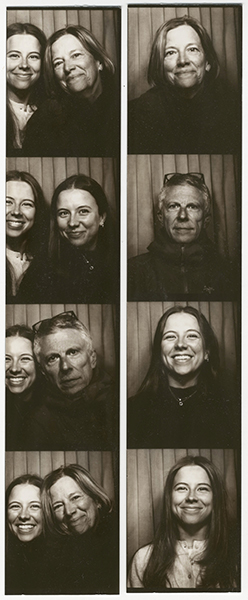
뉴욕의 올드 프렌드 포토 부스, 2025

마지막으로 인쇄할 사진의 수와 크기를 선택하면 광택 있는 풀 컬러 10 × 15 cm 시트에 사진이 인쇄되어 잘라내어 그룹 고객에게 나누어 줄 수 있다. 일부 포토 부스는 사진을 고객의 휴대폰으로 보낼 수도 있다. 다른 사진 인쇄소에는 고객이 원본 사진을 자르고 그룹별로 나누기 전에 스캔하고 복사할 수 있도록 계산대에 스캐너와 노트북이 비치되어 있다.

## 포토 부스 유형

### 여권 사진 부스

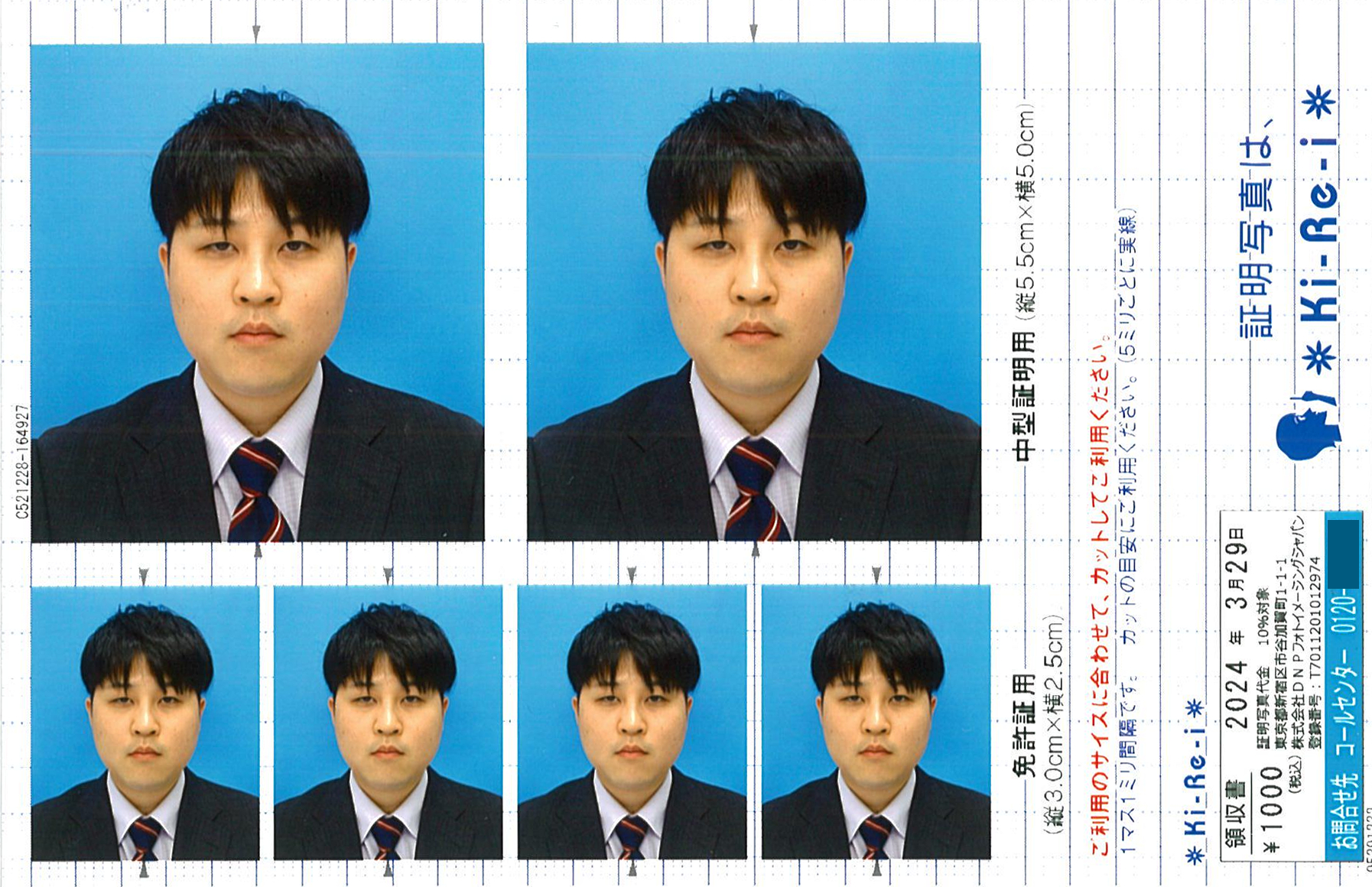
포토 부스로 촬영한 여권 사진

대부분의 포토 부스는 여권 사진용으로 사용된다. 동전 투입식 자동 기계로, 여권 사진 요건을 충족하는 특정 형식의 사진을 인쇄하도록 설계되었다. 여러 장을 인쇄할 수 있으므로 사용자가 나중에 사용할 수 있도록 보관할 수 있다.
전통적으로 포토 부스에는 사진을 찍을 한두 명의 고객이 앉을 수 있도록 설계된 좌석이나 벤치가 있다. 좌석은 일반적으로 어떤 종류의 커튼으로 둘러싸여 있어 사진 촬영 중에 어느 정도 프라이버시를 허용하고 외부 방해를 피할 수 있도록 돕는다. 결제가 완료되면 포토 부스는 일련의 사진을 찍지만, 대부분의 현대적인 부스는 단 한 장의 사진만 찍고 일련의 동일한 사진을 인쇄할 수도 있다. 각 사진 촬영 전에 고객에게 포즈를 준비하라는 신호(예: 불빛이나 부저)가 있을 것이다. 대부분의 부스는 인공 조명을 사용하며, 이는 플래시 또는 지속 조명일 수 있다. 일련의 마지막 사진(일반적으로 3~8장)이 촬영된 후 포토 부스는 필름 현상을 시작한다. 이는 오래된 "습식 화학" 부스에서는 몇 분이 걸리던 과정이었지만, 이제는 디지털 기술로 약 30초 만에 완료된다. 그런 다음 인쇄물은 고객에게 전달된다. 이 인쇄물의 일반적인 치수는 다양하다. 오래된 스타일의 포토 부스에서 가장 고전적이고 친숙한 배열은 폭 약 40mm, 길이 205mm의 스트립에 4장의 사진이 있는 것이다. 디지털 인쇄물은 두 장의 이미지가 위에 두 장의 이미지와 함께 사각형으로 배열되는 경향이 있다.
미국에서는 흑백 및 컬러 포토 부스 모두 일반적이지만, 유럽에서는 컬러 포토 부스가 흑백 부스를 거의 완전히 대체했다. 그러나 최신 디지털 부스는 이제 고객에게 컬러 또는 흑백으로 인쇄할지 여부를 선택할 수 있는 옵션을 제공한다. 대부분의 현대적인 포토 부스는 필름 카메라 대신 비디오 또는 디지털 카메라를 사용하며 컴퓨터 제어 하에 있다. 일부 부스는 단순히 사진 스트립 외에도 또는 함께 사진이 있는 스티커, 엽서 또는 기타 항목을 제작할 수도 있다. 이들은 종종 사진 주변에 참신한 장식 테두리를 선택할 수 있는 옵션을 포함한다.

### 포토 스티커 부스

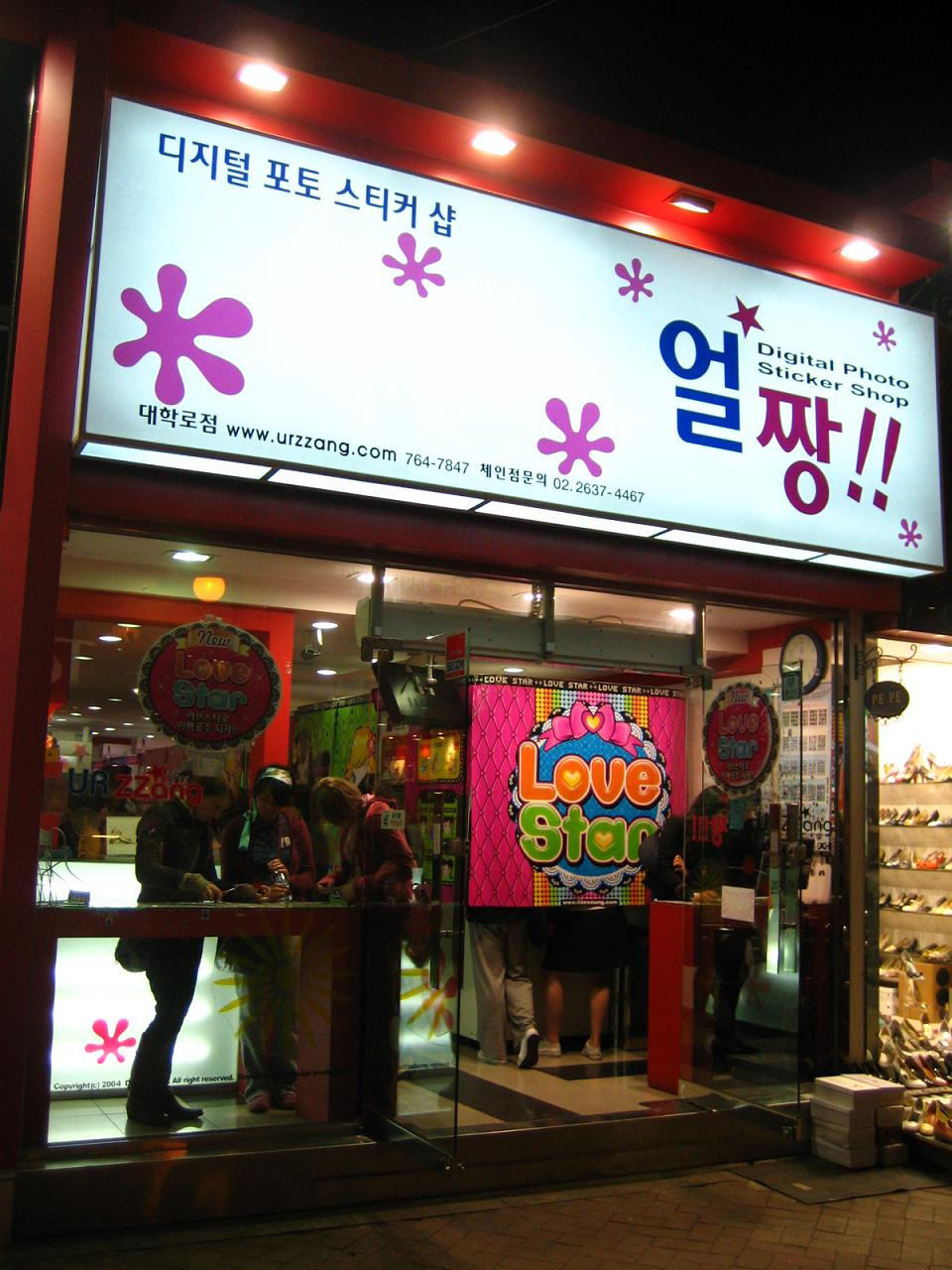
서울, 대한민국의 포토 스티커 숍

포토 스티커 부스 또는 포토 스티커 기계는 일본에서 유래했다(아래 프리쿠라 참조). 이들은 포토 스티커를 제작하는 특별한 유형의 포토 부스이다. 일본에서 여전히 큰 인기를 유지하고 있으며, 아시아 전역으로 퍼져 대만, 대한민국, 홍콩, 싱가포르, 말레이시아, 필리핀, 중국, 베트남, 태국에 보급되었다. 호주에도 수입되었다. 일부는 미국과 캐나다에서도 나타나기 시작했지만, 1990년대 중반에 도입되었을 때 유럽에서는 아무런 인상을 주지 못했다.

### 프리쿠라

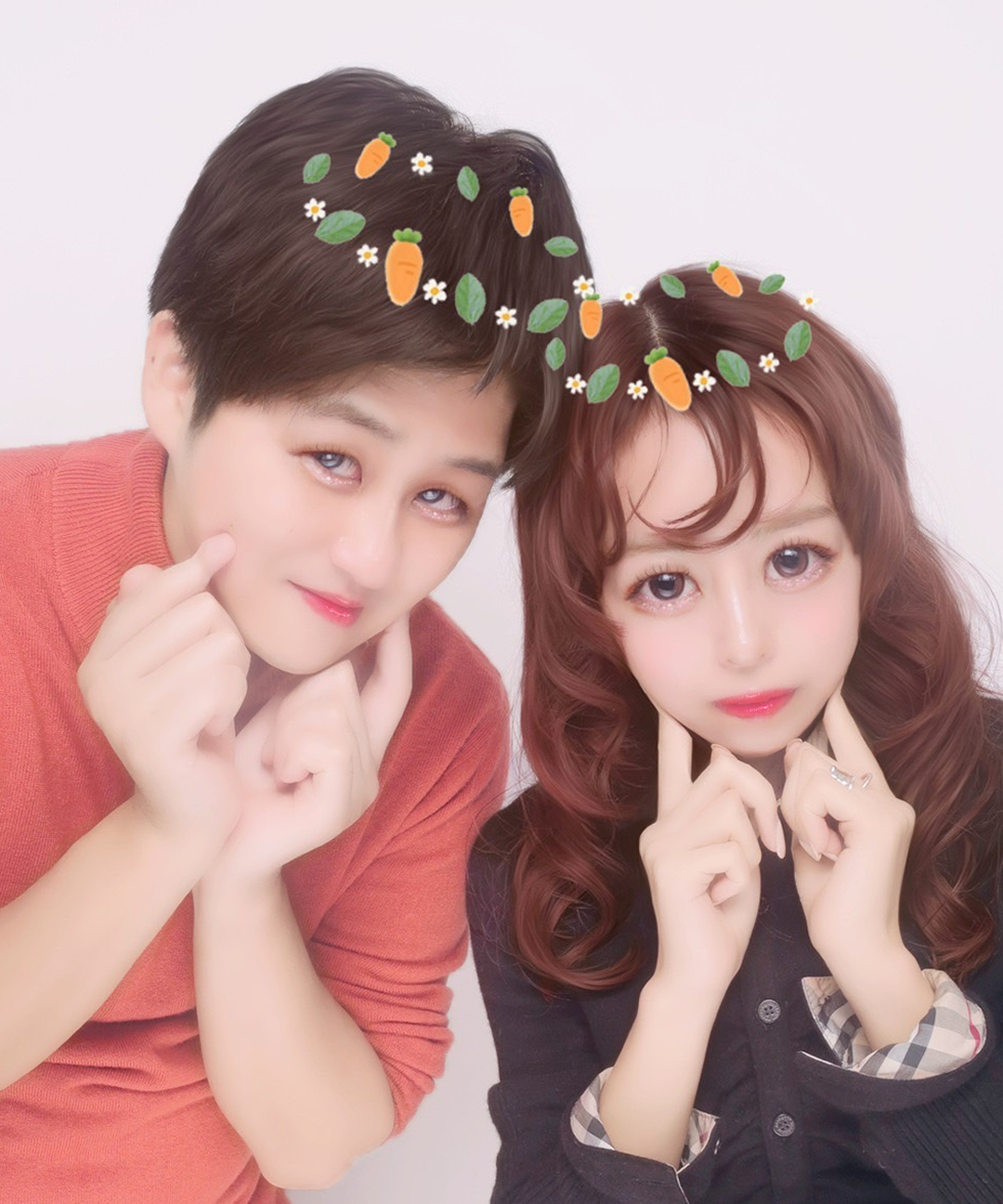
프리쿠라로 디자인된 다양한 효과가 적용된 포토 스티커

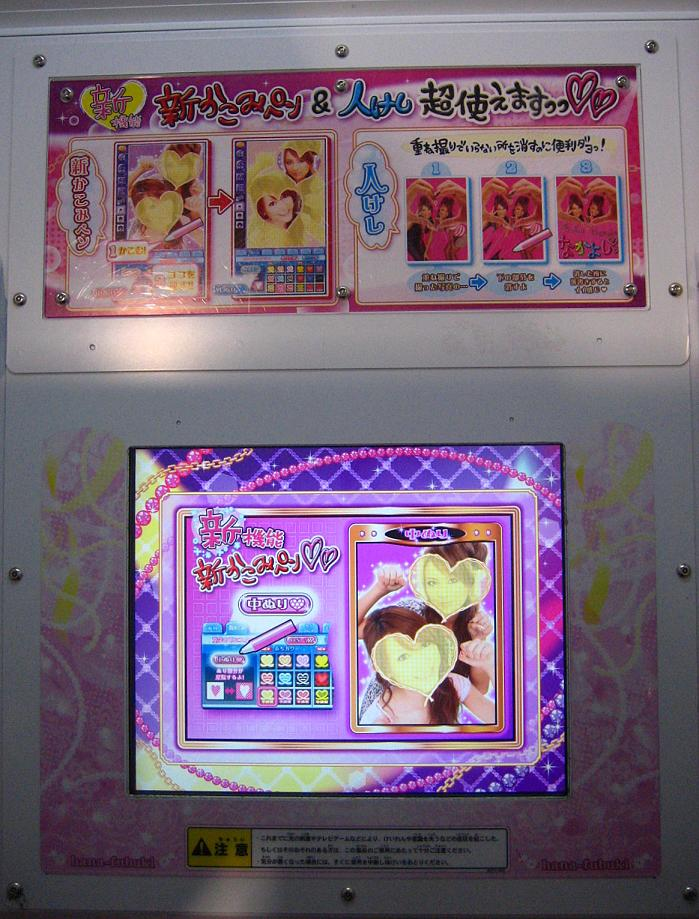
일본 후쿠시마시의 프리쿠라 포토 부스 내부에서 사진을 꾸미기 위한 펜 감응식 터치스크린

일본에서 프리쿠라 (プリクラ)는 포토 스티커 부스 또는 그러한 포토 부스의 결과물을 의미한다. 이 이름은 1995년 아케이드 게임에 도입된 최초의 프리쿠라 기계인 아틀러스/세가의 등록 상표 프린트 클럽(プリント倶楽部)의 줄임말이다.
프리쿠라는 오늘날 셀카라고 불리는 것을 생산한다. 프리쿠라는 본질적으로 전통적인 면허/여권 사진 부스와 아케이드 비디오 게임의 교차점이며, 컴퓨터를 통해 디지털 이미지를 조작할 수 있다. 사용자가 소형 부스 안의 카메라 앞에서 포즈를 취하고, 사진을 찍은 다음, 카와이하게 보이도록 디자인된 다양한 효과로 사진을 인쇄하는 방식이다. 원하는 배경, 테두리, 삽입 가능한 장식, 아이콘, 텍스트 쓰기 옵션, 헤어 익스텐션, 반짝이는 다이아몬드 티아라, 부드러운 조명 효과, 미리 디자인된 장식 여백 등 일련의 선택 사항을 제공한다.

#### 프리쿠라의 역사
프리쿠라는 특히 여성들 사이에서 사진 형식으로 자아 표현을 아름답게 꾸미는 것에 대한 집착을 포함하는 일본 카와이 문화에 뿌리를 두고 있다. 프리쿠라는 일본의 비디오 게임 아케이드 게임 산업에서 유래했다. 1994년 사사키 미호가 소녀 사진 문화와 1990년대 일본의 포토 스티커의 인기에 영감을 받아 고안했다. 그녀는 일본 게임 회사인 아틀러스에서 일하며 이 아이디어를 제안했지만 처음에는 거절당했다. 아틀러스는 결국 미호의 아이디어를 추진하기로 결정했고, 주요 일본 비디오 게임 회사인 세가의 도움을 받아 개발했다. 세가는 나중에 아틀러스의 소유주가 되었다. 세가와 아틀러스는 1995년 2월 최초의 프리쿠라 기계인 프린트 클럽을 출시했으며, 처음에는 아케이드 게임 센터에 설치되었고, 이후 패스트푸드점, 기차역, 가라오케 시설, 볼링장 등 다른 인기 있는 장소로 확대되었다. 게임 머신 잡지는 프린팅 클럽을 1996년 초 일본에서 비디오 게임이 아닌 분야에서 가장 성공적인 아케이드 게임으로 선정했으며, 일본에서 1996년 전체 최고 수익을 올린 아케이드 게임이 되었다. 1997년까지 약 45,000대의 프리쿠라 기계가 판매되었으며, 세가는 그 해 프리쿠라 판매로 약 ¥250억 엔의 수익을 올렸다. 프린트 클럽은 아틀러스와 세가에게 10억 달러 이상의 매출을 올렸다.
원조 세가-아틀러스 기계의 성공으로 SNK의 네오 프린트(1996년)와 코나미의 푸리 푸리 캠퍼스(1997년) 등 다른 일본 아케이드 게임 회사들도 자체 프리쿠라를 제작하게 되었고, 그 해 세가는 시장의 약 절반을 차지했다. 프리쿠라는 1990년대 일본 청소년들 사이에서, 그리고 동아시아에서 인기 있는 형태의 오락이 되었다. 프리쿠라 현상을 활용하기 위해 일본 휴대폰은 1990년대 후반부터 2000년대 초반에 전면 카메라를 포함하기 시작했으며, 이는 셀카 생성을 용이하게 했다. 프리쿠라의 사진 기능은 나중에 인스타그램과 스냅챗과 같은 스마트폰 앱에 채택되었으며, 셀카 위에 낙서를 하거나 텍스트를 입력하고, 이미지를 아름답게 하는 기능, 고양이 수염이나 토끼 귀와 같은 사진 편집 옵션 등이 포함되었다.

### 3D 셀카 포토 부스
미니어처 공원인 마두로담에 위치한 판타시트론(Fantasitron)과 같은 3D 셀카 포토 부스는 고객의 2D 사진에서 3D 셀카 모델을 생성한다. 이러한 셀카는 종종 Shapeways와 같은 전문 3D 프린팅 회사에서 인쇄한다. 이러한 모델은 3D 인물 사진, 3D 피규어 또는 미니미 피규어라고도 알려져 있다.

### 다양한 유형의 포토 부스

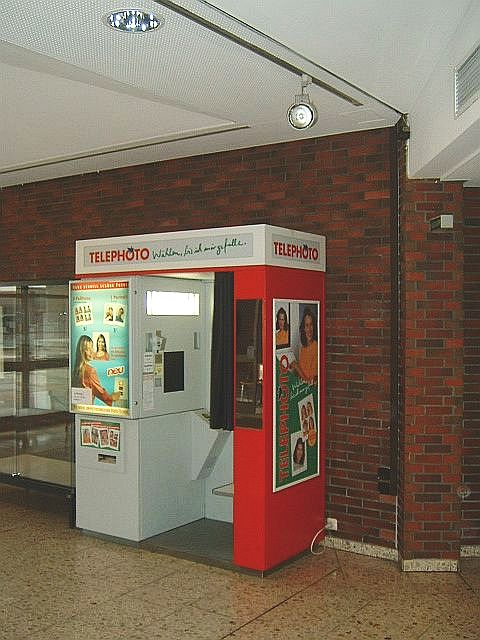
독일 공공 건물에 있는 포토 부스
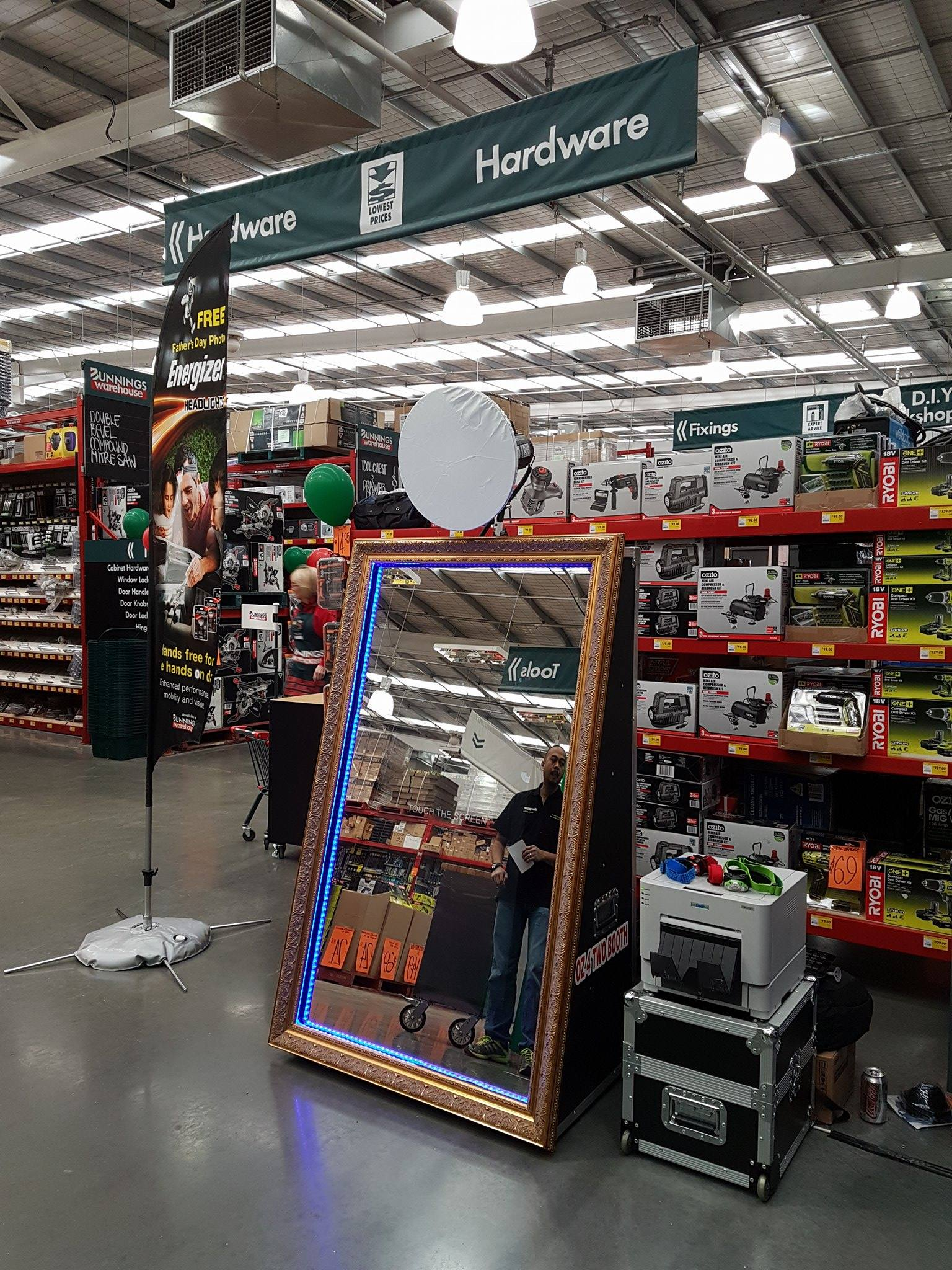
호주 빅토리아의 미러 미 포토 부스
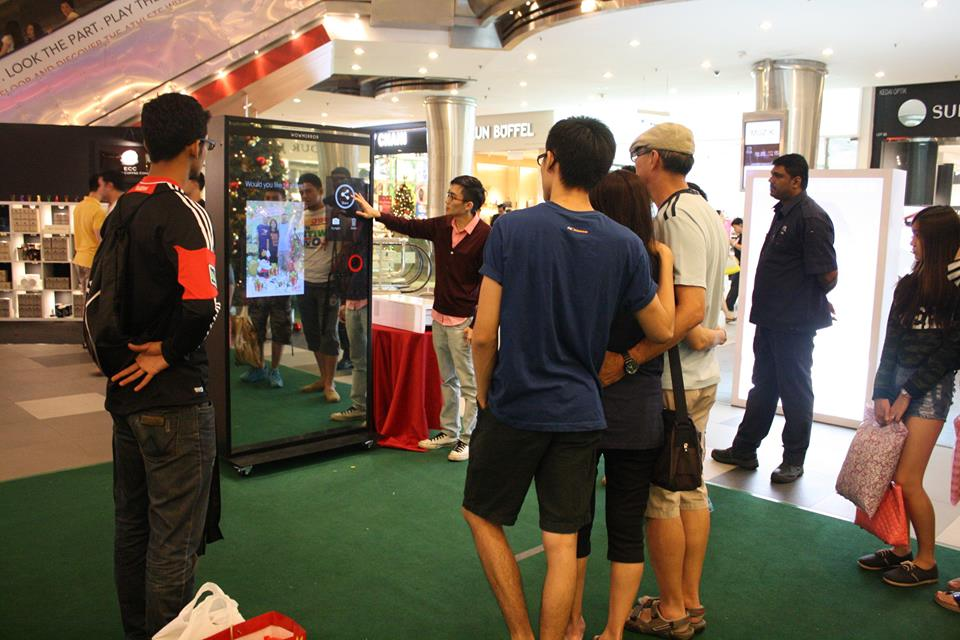
말레이시아 쿠알라룸푸르 랏 10 쇼핑 센터의 개방형 포토 부스
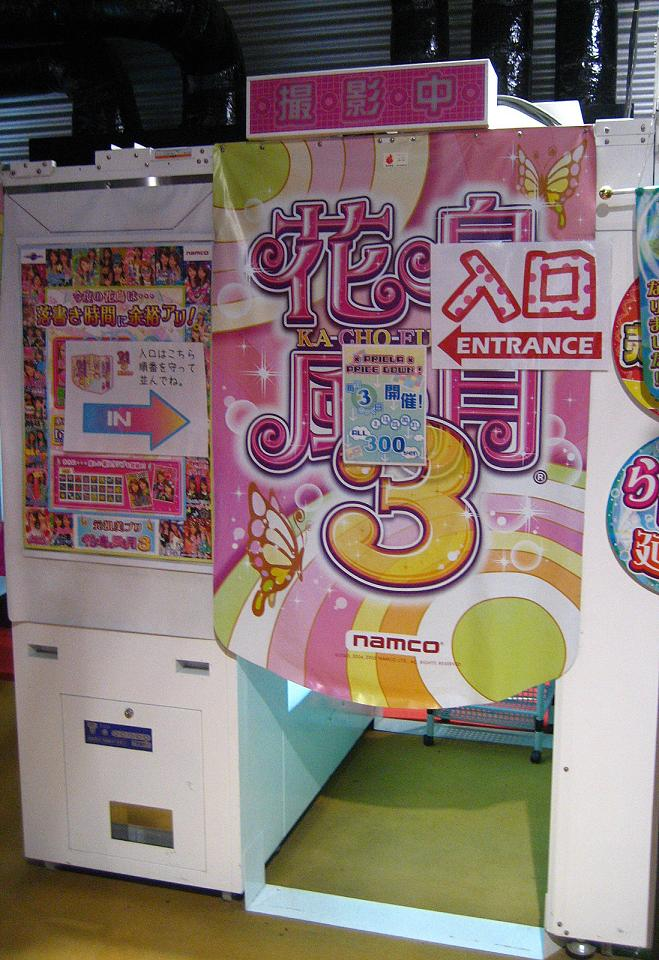
일본 후쿠시마의 프리쿠라 포토 부스
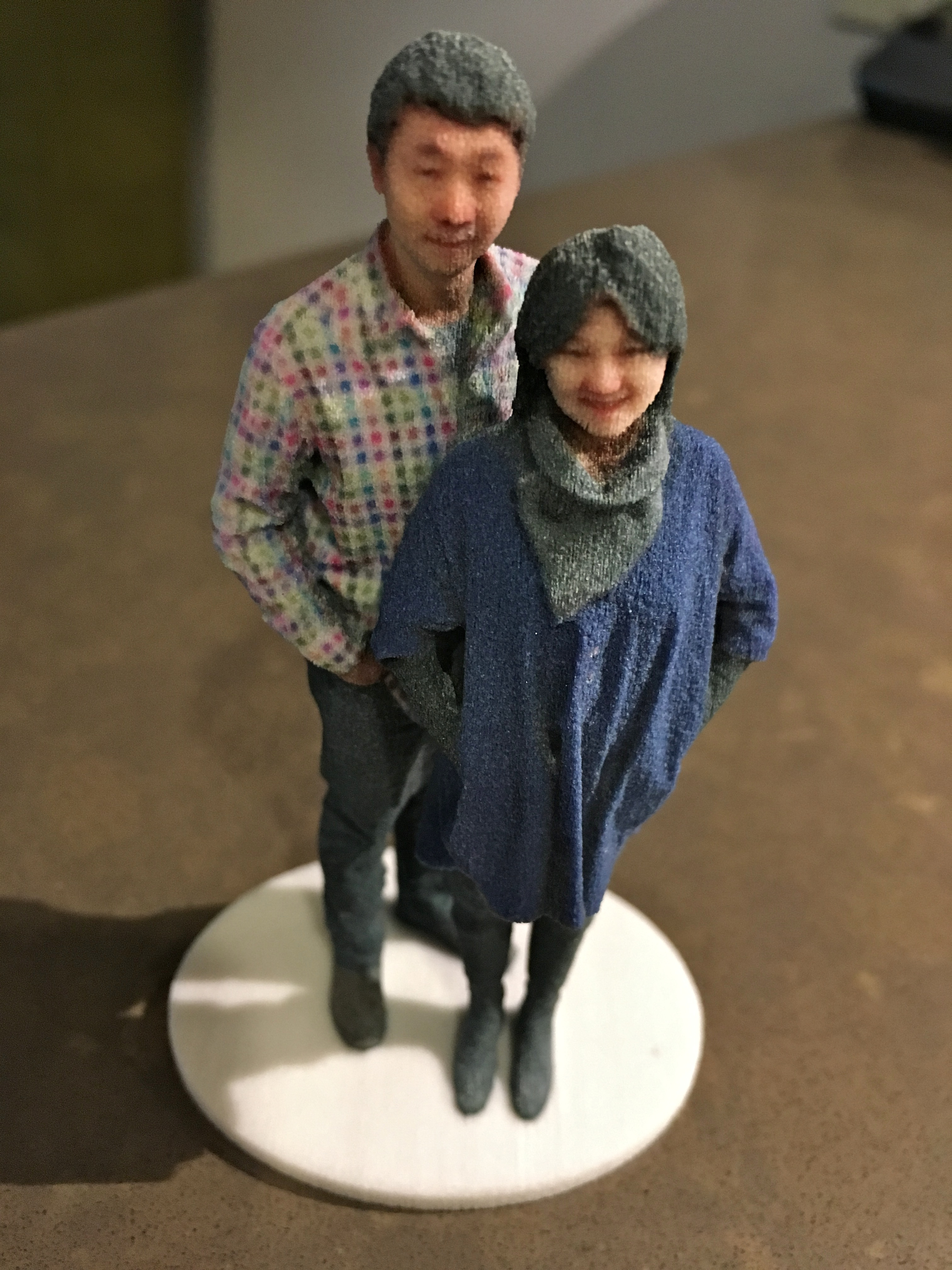
Shapeways가 석고 기반 프린팅으로 인쇄한 1:20 스케일의 3D 셀카
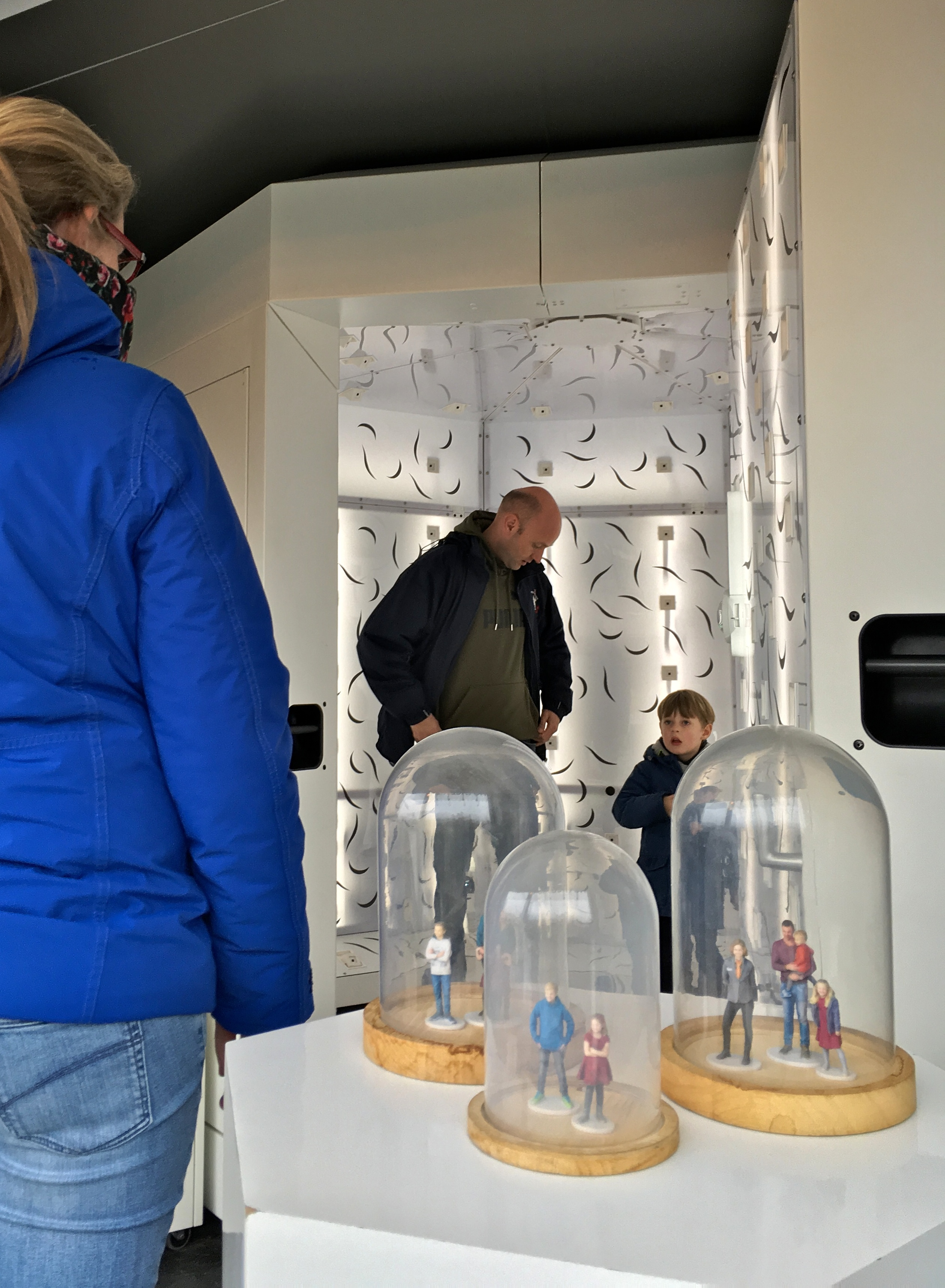
마두로담의 판타시트론 3D 셀카 포토 부스

## 포토 부스의 문화적 중요성

### 프리쿠라
프리쿠라는 일본 대중 문화, 특히 소녀 문화에 대한 희귀한 통찰력을 제공한다. 프리쿠라는 사회 활동이며, 혼자서 하는 경우는 거의 없다. 또한 이제는 확립된 오락 형태로, 대부분의 일본인이 적어도 한 번은 해 보았다. 프리쿠라와 관련된 방대한 어휘도 카와이 문화를 넘어 성장했음을 보여준다. 에로틱 프리쿠라, 섬뜩한 프리쿠라, 커플 프리쿠라는 모두 이 인기 있는 자아 사진 촬영 형식의 장르이다. 그래피티 프리쿠라(Graffiti purikura), 즉 프리쿠라의 또 다른 장르는 전통적인 성 역할에서 벗어나려는 젊은 여성들의 욕구를 나타낸다. 순종적이고 온순한 일본 여성의 고정관념에 반박하기 위해 그래피티 프리쿠라 사진가들은 스스로를 보기 흉하게 찍거나, 똥 이모지처럼 귀여움에 반하는 스티커를 추가할 수 있다. 단순한 자만심의 경박함이 아니라, 프리쿠라 사진은 자기 표현의 형태를 찾는 젊은 일본 여성들의 독창성과 창의성을 보여준다.

### 플린더스 스트리트 역 포토 부스
멜버른에서 가장 번화한 기차역인 플린더스 스트리트 역의 엘리자베스 스트리트 출구에 문화적으로 중요한 포토 부스가 자리 잡고 있다. 이 포토 부스는 1961년부터 역에서 계속 운영되어 왔으며, 많은 사람들은 이 부스가 역의 상징적이고 대체 불가능한 부분이 되었다고 생각한다. 이 부스는 소유주인 앨런 애들러가 평생 동안 관리해 왔다. 2018년 5월, 메트로 트레인스 빅토리아는 애들러 씨(당시 86세)에게 역 업그레이드를 위해 포토 부스를 철거하라는 10일 통보를 보냈다. 앨런은 손으로 쓴 쪽지로 소식을 알렸고, 이는 대중의 광범위한 반발과 앨런과 그의 포토 부스에 대한 지지를 불러일으켰다. 메트로 트레인스에 대한 편지 캠페인 후, 빅토리아 대중교통 CEO 예룬 베이마르는 앨런에게 전화하여 사과하고 새로운 장소를 찾아줄 것을 약속했다. 며칠 후 그들은 포토 부스를 플린더스 스트리트 역 내 다른 장소로 성공적으로 이전했다. 이 포토 부스는 흑백 아날로그 이미지를 촬영하며, 3장의 이미지를 세로로 연결한다.

### 파티용 포토 부스
포토 부스 렌탈 업체는 일정 기간(보통 시간 단위) 동안 비용을 받고 포토 부스를 대여해 준다. 포토 부스 렌탈은 미국에서 주로 결혼 피로연, 스위트 식스틴, 바르 미츠바 및 바트 미츠바 파티를 비롯한 기타 공공 및 개인 행사에서 인기를 얻고 있다. 포토 부스 및 무제한 사진 스트립 인쇄 외에도, 렌탈 업체는 일반적으로 포토 부스 직원에게 포토 부스를 서비스하고 손님들이 사진 스트립의 방명록을 만들도록 돕는다. 온라인 이미지 호스팅, 이미지가 포함된 CD 및 관련 상품도 쉽게 이용할 수 있다. 유명인사들도 파티에서 포토 부스를 자주 이용한다.

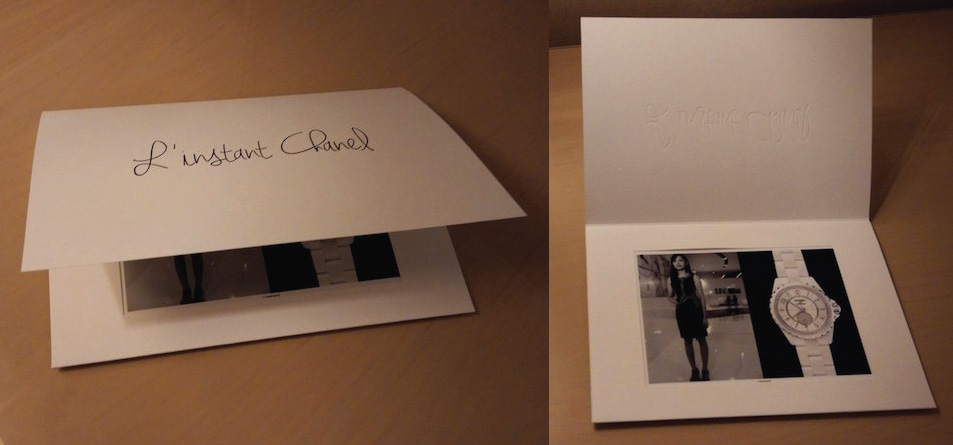
2013년 싱가포르 샤넬 행사에서 인쇄된 사진

전통적인 사진 인쇄 외에도 현대적인 포토 부스에는 다음과 같은 새로운 기능이 포함될 수 있다.
- 애니메이션 GIF
- 플립 북 인쇄
- 가상 소품, 사람의 눈이나 어깨 등에 지능적으로 배치됨
- 슬로우 모션 비디오
- 그린 스크린 배경 제거
- 재미있는 의상 가상 드레싱
- 게임 – 주로 키넥트 바디 제스처 제어 게임, 그리고 사람과 점수가 있는 사진 인쇄
- 표정 인식

## 포토 부스 렌탈의 성장
2000년대 초반 디지털 카메라, 소형 사진 프린터, 평면 컴퓨터 모니터가 널리 보급되면서 사람들은 이를 개인용 컴퓨터와 소프트웨어로 연결하여 자체 포토 부스를 만들었다. 기업가들은 이러한 방식으로 제작된 기계를 결혼식과 파티에 대여하기 시작했고 아이디어가 퍼졌다. 2005년부터 2012년까지 미국에서 포토 부스 렌탈에 대한 관심이 크게 증가했다. 2016년에는 북미 최대 도시 15곳 중 15곳에서 DJ 렌탈보다 포토 부스 렌탈을 더 많이 검색했다. 로스앤젤레스 광역권에서만 600개 이상의 포토 부스 렌탈 회사가 있다. 포토 부스 렌탈은 캐나다, 호주, 영국과 같은 다른 국가에서도 인기를 얻었다. 2016년 현재 전 세계적으로 포토 부스에 대한 월평균 검색량은 226,000건이다. 이는 2015년 이후 48.9% 증가한 수치이다(영국만 해도 월 약 20,000건의 검색량).